# アイドルING!!!〜ネクスト育成ング!!!
『アイドルING!!! 〜ネクスト育成ング!!!〜』（アイドルアイエヌジー ネクストいくせいング）は、2017年10月14日から2018年12月22日までインターネット・プラットフォーム「FRESH LIVE」で生配信されていたアイドル・バラエティ番組。

## 概要
2015年で活動終了していた女性アイドルグループ「アイドリング!!!」の元メンバーが再集結し、次世代のアイドル育成を目指す同OG司会のアイドル番組。
2017年秋、アイドリング!!!を生んだ同名のバラエティ番組『アイドリング!!!』の制作陣による、新たなアイドル育成プロジェクトがスタート。オーディションで選ばれたアイドル候補生「アイドルING!!!」メンバーを主役に、講師（MC）となったアイドリング!!!OGの面々がこれまでの経験を反面教師として指導・伝授する。
なお、『アイドリング!!!』時代のMCだったバカリズムと一部のOGらはこのプロジェクトに一切関わっていない。

## 放送
同年9月、アイドリング!!!の同窓会的なパイロット版を配信し、翌10月から正規放送を開始。以降、隔週土曜日に原宿のスタジオなどから生放送をして、間の週には未公開分を配信。同11月からは平日に、ING!!!メンバーの個人配信サービスも開始した。
2018年3月をもって、当初の予定した半年間のシーズンを消化。そして紆余曲折を経ながらも番組継続が決定し、翌4月から新シーズンを開始する。それに伴い番組ロゴもリニューアルし、同年秋からは月一放送に移行。そして同年末をもってING!!!メンバーの育成期間が終了し、最終回を迎えて番組としての役割を終えた。
以降チャンネル自体は、ING!!!メンバーの個人配信やユニットのライブ、情報の発信元として存続していたが、2019年12月31日をもって配信を完全に停止しチャンネル閉鎖となった。

## 出演

### アイドルING!!!メンバー
アイドリング!!!の系譜を汲む後継ユニットとして発足。2018年4月から、本格化したライブ活動を開始している。同年7月にシングル・デビュー。2019年12月を以て全員卒業となり活動を終了した。
| メンバー名                    | 生年月日               | 身体       | 出身地   | 担当カラー | 所属事務所                       | 備考                                                 |
| ----------------------------- | ---------------------- | ---------- | -------- | ---------- | -------------------------------- | ---------------------------------------------------- |
| ペイトン 尚未 ペイトン なおみ | 2003年7月1日（21歳）   | 158cm, A型 | 埼玉県   | ホワイト   | ソニー・ミュージックアーティスツ | 日米ハーフ。チアリーディング歴あり。姓の綴りはPayton |
| 鈴木 楓恋 すずき かれん       | 2002年5月9日（22歳）   | 166cm, O型 | 神奈川県 | レッド     | ボックスコーポレーション         | 元千葉CLEAR'S 初代リーダー。子役歴あり               |
| 細井 華 ほそい はな           | 2000年9月21日（24歳）  | 160cm, A型 | 群馬県   | イエロー   | ソニー・ミュージックアーティスツ | SMAガールズ。原宿FRESH!ガールズ・グランプリ          |
| 田辺 真南葉 たなべ まなは     | 2000年12月20日（24歳） | 166cm, A型 | 東京都   | ピンク     | サンミュージックプロダクション   | 元R's 7期メンバー。クラシックバレエ歴あり            |

#### アイドルING!!! ディスコグラフィ
- 1stシングル「拝啓、未来」(2018年7月28日、自主レーベル)
作詞：NOBE / 作曲：村カワ基成、ミナミトモヤ / 編曲：村カワ基成、ミナミトモヤ
c/w「ガンバレ乙女（笑）2018」
タイアップ：フジテレビ系『全力!脱力タイムズ』2018年8月・9月度エンディングテーマ
- 2ndシングル「ばえなっちゅ♡」(2019年6月23日、自主レーベル)
c/w「女神のパルス2019」
タイアップ：フジテレビ系『全力!脱力タイムズ』2019年6月・7月度エンディングテーマ

### MC
- アイドリング!!!OG（以下出演者のみ）
  - 元1期生：加藤沙耶香・江渡万里彩・滝口ミラ
  - 元2期生：森田涼花・河村唯・酒井瞳・朝日奈央・菊地亜美
  - 元3期生：橘ゆりか・大川藍・橋本楓
  - 元4期生：倉田瑠夏
  - 元5期生：高橋胡桃・石田佳蓮・玉川来夢
  - 元NEO期生：古橋舞悠・関谷真由・橋本瑠果・佐藤麗奈・佐藤ミケーラ

## ライブファンディングプロジェクト
番組内において、「FRESH LIVE」のプロジェクト機能を用いて視聴会員に応援ポイントを募り、集まったポイント数に応じて番組継続や企画実施、CD・衣装制作などを行うライブファンディングプロジェクトを2018年3月から計4回実施。いずれも目標ポイントに達成した。
| #  | プロジェクト名                                    | プロジェクト実施期間          | 目標ポイントと実施内容 | 到達ポイント         |
| -- | ------------------------------------------------- | ----------------------------- | --- | -------------------- |
| １ | アイドルING!!!の番組を継続させたいング!!!         | 2018年3月31日 - 2018年4月7日  | 【1,000,000pt】達成時 番組の継続が決定！フジさんのヨコで「アイドルING!!!」公開生配信（4/28）を実施 【1,500,000pt】達成時 フジさんのヨコ公開生配信で、アイドリング!!!名物企画「プロレスリングング!!!」を実施 | 1,608,787pt (160.8%) |
| ２ | ガンバリング!!!バツミントン企画を復活させたING!!! | 2018年5月12日 - 2018年5月20日 | 【500,000pt】達成時 バツミントン企画がセットとともに復活！フジさんのヨコで完全再現！ | 674,947pt (134.9%)   |
| ３ | アイドルING!!! 新衣装＆CD制作プロジェクト         | 2018年6月23日 - 2018年6月29日 | 【400,000pt】達成時 アイドルING!!!の初オリジナル曲の新衣装製作 【1,000,000pt】達成時 アイドルING!!!の初オリジナル曲の新衣装＆CD制作                                                                         | 1,192,322pt (119.2%) |
| ４ | アイドルING!!!ファーストMV制作プロジェクト        | 2018年8月18日 - 2018年9月1日  | 【1,500,000pt】達成時 アイドルING!!!のデビュー曲 「拝啓、未来」のMV制作決定 【2,000,000pt】達成時 番組がめちゃくちゃ助かります。ありがとうございます。 （支援の一部を番組制作費用へ充当）                   | 1,729,750pt (115.3%) |

## 放送履歴
- 第2回以降全編出演：ペイトン尚未・鈴木楓恋・細井華・田辺真南葉

| #  | 放送日          | テーマ                                                                       | 講師（MC）                                                                                             |
| -- | --------------- | ---------------------------------------------------------------------------- | --- |
| 0  | 2017年 9月27日  | アイドリング元メンバーが集まって生トークング!!!                              | 河村唯・酒井瞳・朝日奈央・橘ゆりか・橋本楓・倉田瑠夏・高橋胡桃・石田佳蓮・玉川来夢・古橋舞悠・関谷真由 |
| 1  | 2017年 10月14日 | 懐かしの! イーソーしりとりが復活♪                                            | 河村・酒井・橘・大川藍・橋本(楓)・倉田・高橋・石田・古橋・関谷・佐藤麗奈                               |
| 2  | 2017年 10月28日 | 新メンバー最終オーディション                                                 | 河村・酒井・橘・大川・橋本(楓)・倉田・石田・古橋                                                       |
| 3  | 2017年 11月11日 | 菊地亜美登場 ! 元アイドリング!!!2期生によるしくじり先生ング!!!               | 河村・酒井・菊地亜美・橘・大川・橋本(楓)・倉田・高橋・石田・古橋・橋本瑠果                             |
| 4  | 2017年 11月25日 | 新メンバーの本性をアンケートで丸裸に! 大好きING!!!                           | 河村・酒井・橘・大川・橋本(楓)・倉田・高橋・石田・古橋・橋本(瑠)                                       |
| 5  | 2017年 12月9日  | アイドルING!!!に ごみ屋敷の洗礼                                              | 森田涼花・河村・酒井・橘・橋本(楓)・倉田・高橋・石田・玉川・古橋・橋本(瑠)                             |
| 6  | 2017年 12月23日 | クリスマススペシャル                                                         | 滝口ミラ・森田・河村・酒井・橘・橋本(楓)・倉田・高橋・石田・玉川・古橋・橋本(瑠)                       |
| 7  | 2018年 1月6日   | 新年明けましてあっち向いてパイ                                               | 森田・河村・酒井・橘・橋本(楓)・倉田・高橋・石田・玉川・古橋・橋本(瑠)                                 |
| 8  | 2018年 1月20日  | ※副題なし（ファン様リクエスト/どっちだアイドルING!!!）                       | 森田・河村・酒井・橘・大川・橋本(楓)・倉田・石田・玉川・古橋・橋本(瑠)                                 |
| 9  | 2018年 2月3日   | アイドルING!!!がアイドリング!!!の名曲カバーに挑戦 !                          | 河村・酒井・橘・倉田・石田・古橋                                                                       |
| 10 | 2018年 2月17日  | あの1期生が登場!?                                                            | 加藤沙耶香・河村・酒井・橘・大川・倉田・高橋・石田・玉川・古橋・橋本(瑠)                               |
| 11 | 2018年 3月3日   | アイドルING!!!初公開イベント生中継                                           | 酒井・倉田・高橋・石田・玉川・古橋・橋本(瑠)・佐藤(麗)                                                 |
| 12 | 2018年 3月17日  | アイドルING!!!vs元アイドリング!!! 新旧アイドル三番勝負!!!                    | 加藤・江渡まりあ・滝口・河村・酒井・橘・大川・倉田・高橋・玉川・古橋                                   |
| 13 | 2018年 3月31日  | もしかして最終回ライブ!!!                                                    | 河村・酒井・倉田・石田                                                                                 |
| 14 | 2018年 4月14日  | 【祝】番組継続決定 !                                                         | 加藤・河村・酒井・石田・佐藤ミケーラ                                                                   |
| 15 | 2018年 4月28日  | プロレスリングング!!!                                                        | 河村・倉田・高橋・石田・玉川・古橋・橋本(瑠)・佐藤(ミ)                                                 |
| 16 | 2018年 5月12日  | あっち向いてパイ対決 !（ゲスト：アップアップガールズ（2））                  | 加藤・河村・橘・倉田・高橋・石田・玉川・古橋・橋本(瑠)・佐藤(麗)                                       |
| 17 | 2018年 5月26日  | ガンバリング!!! バツミントン                                                 | 加藤・河村・橘・倉田・高橋・石田・玉川・橋本(瑠)・佐藤(麗)                                             |
| 18 | 2018年 6月9日   | アイドルING!!! vs（※ゲスト）チャオ ベッラ チンクエッティ 三番勝負!!!         | 加藤・河村・酒井・橘・倉田・高橋・玉川・古橋・橋本(瑠)                                                 |
| 19 | 2018年 6月23日  | もしかして最終回!? 重大発表祭り!!!                                           | 加藤・河村・酒井・倉田・高橋・石田・玉川・古橋・橋本(瑠)                                               |
| 20 | 2018年 7月7日   | 白黒ハッキリつけたる! 三番勝負!!!（ゲスト：パンダみっく）                    | 加藤・河村・倉田・高橋・玉川・古橋・佐藤(麗)                                                           |
| 21 | 2018年 7月21日  | 勝ったらプロデューサーから良い感じのお中元もらえるぞ ! バトル                | 加藤・酒井・橘・倉田・高橋・玉川・古橋・橋本(瑠)                                                       |
| 22 | 2018年 8月11日  | 真夏のクソ熱い三番勝負!!!（ゲスト：AIS -All Idol Songs-）                    | 加藤・河村・酒井・高橋・玉川・古橋・橋本(瑠)・佐藤(麗)                                                 |
| 23 | 2018年 8月18日  | ING!!!の挑戦状                                                               | 加藤・河村・酒井・高橋・玉川・古橋・橋本(瑠)・佐藤(麗)                                                 |
| 24 | 2018年 9月1日   | 残暑のクソ熱い三番勝負!!!（ゲスト：マジカル・パンチライン）                  | 加藤・河村・酒井・古橋・橋本(瑠)                                                                       |
| 25 | 2018年 9月15日  | ING!!!からの挑戦状!                                                          | 河村・酒井・古橋・橋本(瑠)・佐藤(麗)                                                                   |
| 26 | 2018年 9月29日  | ING LIVE SP!!!                                                               | （※なし）                                                                                              |
| 27 | 2018年 10月13日 | アイドリング!!!を越えていくのは私たちだ!!!対決（ゲスト：純粋カフェ・ラッテ） | 河村・酒井・橘                                                                                         |
| 28 | 2018年 11月10日 | アイドリング!!!愛が強いのはどっちだ!三番勝負!!!（ゲスト：ハコイリ♡ムスメ）   | 河村・酒井・古橋                                                                                       |
| 29 | 2018年 12月22日 | 最終回スペシャル                                                             | 加藤・河村・酒井・橘・玉川・古橋・関谷                                                                 |